# 813 Baumeia
A 813 Baumeia (ideiglenes jelöléssel 1915 YR) a Naprendszer kisbolygóövében található aszteroida. Max Wolf fedezte fel 1915. november 28-án.